# 이르쿠츠크 국립 언어 대학교
이르쿠츠크 국립 언어 대학교(러시아어:Иркутский государственный лингвистический университет, 약칭 ИГЛУ)는 러시아 연방 이르쿠츠크주 이르쿠츠크에 있는 국립 외국어 대학교이다. 동부 시베리아 및 극동 러시아 지역에서 유일한 외국어대학교이다. 1948년에 이르쿠츠크국립외국어사범대학교로 설립되었으며, 1996년에 이르쿠츠크국립언어대학교로 승격되었다.